# Eenhoorn (sterrenbeeld)

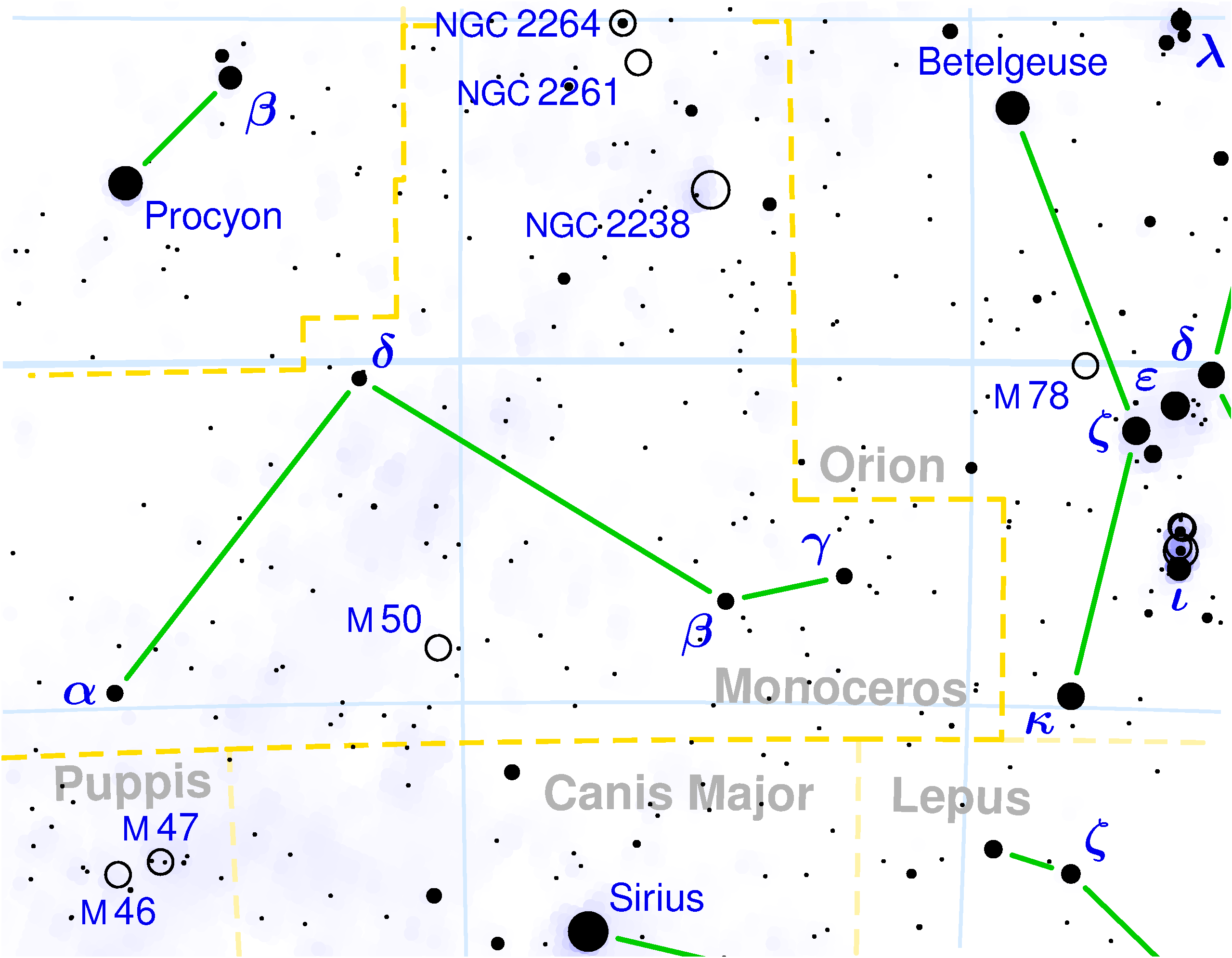
Kaart van het sterrenbeeld Eenhoorn.

Eenhoorn (Monoceros, afkorting Mon) is een naar het fabeldier genoemd sterrenbeeld aan de hemelequator. Het ligt tussen rechte klimming 5u 48m en 8u 08m en declinatie −11° en +12°. Het sterrenbeeld werd in 1612 ingevoerd door Petrus Plancius.

## Sterren
Het sterrenbeeld heeft geen heldere sterren, de helderste zijn alpha Monocerotis (magnitude 3,93) en de drievoudige beta Monocerotis (gecombineerde magnitude 3,92).

## Wat is er verder te zien?
Liggend in de Melkweg bezit dit sterrenbeeld vele sterrenhopen en nevels. Het enige object dat voorkomt in de lijst van Charles Messier is Messier 50. Voorts zijn bekend de Rosettenevel en NGC 2264, beide sterrenhopen geassocieerd met nevels.

## Aangrenzende sterrenbeelden
(met de wijzers van de klok mee)
- Tweelingen (Gemini)
- Orion
- Haas (Lepus)
- Grote Hond (Canis Major)
- Achtersteven (Puppis)
- Waterslang (Hydra)
- Kleine Hond (Canis Minor)